# Haliplus confluentus
Haliplus confluentus är en skalbaggsart som beskrevs av Roberts 1913. Haliplus confluentus ingår i släktet Haliplus och familjen vattentrampare. Inga underarter finns listade i Catalogue of Life.